# Herman Josip iz Steinfelda
Herman Josip (njem.: Hermann Joseph von Steinfeld, oko 1150. – 7. travnja 1241.) bio je njemački premonstratski kanonik redovnik i mistik.
Od ranije je bio štovan kao svetac te je papa Pio XII., 11. kolovoza 1958. godine, ekvipolentnom kanonizacijom, svečano potvrdio njegovo štovanje.
Spomendan mu se slavi 7. travnja.